# Apistosia subnigra
Asiapistosia subnigra là một loài bướm đêm thuộc phân họ Arctiinae, họ Erebidae.